# Bartosz Ratajczak
Bartosz Ratajczak (ur. 18 marca 1985 w Poznaniu) – polski lekkoatleta, dyskobol, reprezentant AZS Poznań.

## Osiągnięcia
- złoty medal Gimnazjady (Caen 2002)
- 4. miejsce podczas młodzieżowych mistrzostw Europy (Debreczyn 2007)
- złoto młodzieżowych mistrzostw Polski (Słupsk 2007)
- srebrny medal mistrzostw polski seniorów (Bydgoszcz 2009)
- 1. miejsce w grupie B podczas zimowego pucharu Europy w rzutach (Arles 2010)

## Rekordy życiowe
- rzut dyskiem – 60,55 (2009)